# Planèzes
Planèzes (okzitanisch Planesas) ist eine französische Gemeinde mit 96 Einwohnern (Stand 1. Januar 2022) im Département Pyrénées-Orientales in der Region Okzitanien. Sie gehört zum Arrondissement Prades und zum Kanton La Vallée de l’Agly.

## Lage
Das Gemeindegebiet ist Teil des Regionalen Naturparks Corbières-Fenouillèdes.
Nachbargemeinden von Planèzes sind Maury im Norden, Latour-de-France im Osten, Cassagnes im Süden und Rasiguères im Westen.

## Bevölkerungsentwicklung
| Jahr      | 1962 | 1968 | 1975 | 1982 | 1990 | 1999 | 2013 |
| Einwohner | 131  | 116  | 82   | 77   | 80   | 99   | 108  |